# روبرت ر. سكوت
روبرت ر. سكوت (بالإنجليزية: Robert R. Scott)‏ هو عسكري أمريكي، ولد في 13 يوليو 1915 في ماسيلون في الولايات المتحدة، وتوفي في 7 ديسمبر 1941 في الهجوم على بيرل هاربر.